# Great Southern Land
«Great Southern Land» es un sencillo de la banda new wave australiana Icehouse. Fue lanzado en agosto de 1982, pocas semanas antes de aparecer el primer álbum que lo incluiría, Primitive Man. Llegó al puesto número 5 de las listas musicales de Australia. El tema es parte de la banda sonora de la película El joven Einstein.
Fue relanzado en Estados Unidos por Chrysalis Records en 1989, en vinilo de 7 pulgadas y en compacto, para coincidir con el lanzamiento del álbum recopilatorio homónimo.
El 5 de septiembre de 2001, «Great Southern Land» vuelve al chart australiano (ARIA) y se coloca en el puesto 66.
Hay dos versiones del video musical: la original, australiana, filmada en 1982 con tomas solarizadas de la banda, y la estadounidense, realizada en 1989 para la película El joven Einstein, y que filma a Iva Davies recorriendo el parque nacional Lagos Myall.

## Remixes
En 1993, Bill Laswell produjo un remix de 16 minutos en el que intervienen aborígenes australianos, Bernie Worrell —miembro fundador de los Parliament-Funkadelic— y el guitarrista y compositor vanguardista Buckethead
, para incluirlo en el compilado remixado de 1994 Full Circle. Una versión llamada Byrralku Dhangudha, con aborígenes haciendo los coros en su propia lengua, fue incluida en el EP Spin One, en 1993; la misma versión fue lanzada en Alemania como sencillo al año siguiente bajo el título «Great Southern Land (1994 version)».
En 2012, Tourism Australia, la agencia gubernamental responsable de promocionar a Australia como destino turístico, colaboró con Davies para producir un videoclip en línea conmemorativo del 30.º aniversario de la canción. En el clip participan músicos famosos, como Katie Noonan, Cut Copy, Van She y Eskimo Joe.

## Pistas

### Sencillo de 7 pulgadas (Australia)
1. «Great Southern Land» (3:22)
2. «Uniform» (5:19)

### Sencillo de 12 pulgadas (Australia)
1. «Great Southern Land» (5:05)
2. «Uniform» (extended mix) (6:02)

### Sencillo de 7 pulgadas (Estados Unidos)
1. «Great Southern Land» (edit)
2. «Great Southern Land» (álbum versión)

### Sencillo de 1994 (Alemania)
1. «Great Southern Land» (1994 version) (3:47)
2. «Dedicated To Glam» (12" mix) (4:25)
3. «Great Southern Land» (original version) (5:16)

Nota: Todas las canciones, escritas por Iva Davies.